# Verbascum obtusifoliiforme
Verbascum obtusifoliiforme är en flenörtsväxtart som beskrevs av Sutor och Yacute. Verbascum obtusifoliiforme ingår i släktet kungsljus, och familjen flenörtsväxter. Inga underarter finns listade i Catalogue of Life.